# 三脚巴

三脚巴紋をあしらったマン島の盾型紋章

マン島の旗にある鎧われた三脚巴

シチリア州の三脚巴

三脚巴（さんきゃくともえ）は、伝統的な文様のひとつ。三脚巴紋（さんきゃくともえもん）、あるいはトリスケリオン（triskelion、τρισκέλιον）、トリスケル(triskele、τρισκελής)とも呼ばれる。3つの渦巻きの組合せか、膝を直角に曲げた足を3本、それぞれ120度の角度で、脚の付け根を中心とした風車状に組み合わせたもの（3回対称の回転対称図形）。
三脚巴はフランス・ブルターニュのシンボルであり同様にマン島とシチリアのシンボルでもある（ブルターニュ半島ではトリスケリオン、マン島とシチリアではトリスケルと呼ぶ）。マン島とシチリアの三脚巴は結合部から枝分かれして膝を曲げた三つの走る脚で形作られている。三脚巴の螺旋形状はしばしば太陽紋に分類される。また、シチリアの三脚巴の中心主軸部が時にゴルゴンマスクかメデューサヘッドで脚が付く形状ではクトニオス（chthonic、冥府の神）の意味を示唆する。

## 起源
三脚巴紋はミケーネ文明の容器、リュキア地域の鋳造硬貨、パンフィリア地域のスタテル（古代ギリシア銀貨）（アスペンドス、紀元前370年 - 紀元前330年）そしてピシディアなど多くの古代文化で見られる。四つ脚が結合したシンボル卍（テトラスケリオン、tetraskelion）は同様にアナトリア半島で知られている。ガリア地域に集約されたアナトリア半島のケルト人勢力は、ガラティア地域に侵攻して住み着き三脚巴のケルト起源の分析によって特に有名になった。

## マン島の三脚巴

マン島の旗。三脚巴の意匠となっている。

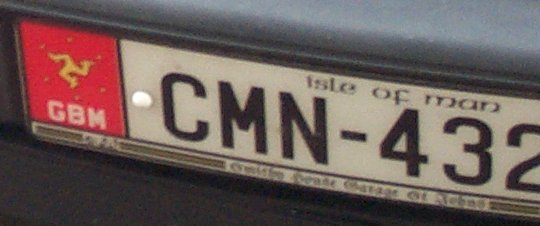
マン島にある三脚巴をあしらった車のナンバープレート

マン島のシンボルはアイリッシュ海で見られ、三脚巴紋の「弓状に曲げた三つ脚」は鎧われて拍車と装飾（金）が施された形で描かれている。
マン島の紙幣にある三脚巴紋は縁取りの中にラテン語でマン島のモットーである「投ぐればいずくにでも、立たん」（QUOCUNQUE JECERIS STABIT）と共に銘刻されて描かれている。マン島の三脚巴で古いものは13世紀か14世紀のものから記録され、三脚巴はマン島語で「tre cassyn」（三つ脚）で知られる。紋章は1226年にサドレイス（南ヘブリディーズ諸島とマン島）の王になったマン島のオラフ2世に服属した古代マン島の国家の剣にも見て取れる。
紋章学では左回りに曲げるか跪く型は攻撃性を表すと言われていると共に右回りに膝を付く動きが正式なシンボルである。（卍参照）しかし多くのマン島教会とラクシーの街にあるレディー・イサベラ（水車）では左回りのものが見られる。

## シチリアの三脚巴

シチリアの旗。紀元前のギリシア植民地時代以来のシンボル

シチリアの古いシンボルとして有名な三脚巴（トリナクリア）は、同様にアガソクレス（紀元前317年 - 289年）の硬貨でシラクサの街のギリシア硬貨としても特色をなした。シチリアで歴史的に初とされる住民はシカニ族（ギリシアのシカノイ）とシケル族（ギリシアのシケロイ）で、彼らはシチリアにより現代的な名前を与えられた。三脚巴はナポレオン時代にナポリ王（両シチリア王を称した）ジョゼフ・ボナパルトやジョアシャン・ミュラの紋章で復興した。
三脚巴をシンボルにする以前のシチリアはエーゲ海を越えたギリシャの植民地領マグナ・グラエキアの一部だった。ガイウス・プリニウス・セクンドゥスは古代トリナクリア島の各地点の先端が互いに等距離にある三つの主要な頂点の街メッシーナ、パキーノ、マルサーラで島に形作る三角形がシチリアの三脚巴の起源と考えた。三脚巴の三つ脚は同様にギリシア神話の神ヘーパイストスの三脚器を連想させる。
叙事詩イリアスは、述べている。
| 「 | この時期、ヘーパイストスは思い描く広間にあわせた三脚器を作り終えるまで労働に汗し息せききって多忙を極めた。その三脚器の各脚にヘーパイストスは金の車輪を付けていて、魔法の三脚器は神の集会や家に帰る時などに他の助けを借りることなく向かい皆を驚嘆させていたかもしれない。 | 」 |

## 渦巻き型三脚巴

ケルトの渦巻き型三脚巴

三つの渦巻きを結合させたケルトシンボルは三脚巴の裏に横たわる観念と似通った三つの意味という意味を持つ。三つの渦巻きの基調は西ヨーロッパの新石器時代シンボルでアイルランド・ミース地方の先史時代ニューグレンジ遺跡の正面玄関近くにある菱形の石に刻まれていた。シンボルの変種は同様に羨道墳内部の部屋の内壁に刻まれたものが見られる。それはケルト人協会のため、同様に（アーミン（Ermine）と並ぶ）ブルターニュ半島のシンボルとして使用された。
スペインの北部の三脚巴はガリシア州とアストゥリアス州の民族主義者のシンボルとして使用された。また、カンタブリア州でラバルムと呼ばれる類似シンボルは隣接するバスク人文化にある四つに枝分かれした紋章ラウブル（lauburu）と同質のものと考える事が出来る。
ゲルマン人の北欧神話の同系シンボルはヴァルクヌト（valknut）とケルト芸術とゲルマン人のトリクェトラ（triquetra）の可能性もある。

## ナチス・ドイツ
ナチス・ドイツはベルギー志願兵の組織する武装親衛隊第27SS義勇擲弾兵師団の記章に三脚巴の変種を採用した。ことによるとでっち上げかもしれないが、卍に類似したものは第二次大戦中、マン島に抑留された幾人かのユダヤ人難民達に混乱や苦悩を引き起こしたとされた。

## 現代の用途

ケルト復興主義者によって、また時折キリスト教徒の三脚巴紋として使用されるケルト芸術に見られる渦巻き型三脚巴

デンマーク・ヴァイキング時代の三つの角杯を連結させて描かれたスノルデレブ・ストーン（角状三脚巴）

### ユダヤ教再建主義と新異教主義
三脚巴は通常渦巻きで成り立っている。しかし同様に「角状三脚巴」は、いくつかの多神教信者によるユダヤ教再建主義と新異教主義によって使用された。例えばケルトシンボルのようなものが北欧神話の最初の一群に見られる。そしてしばしば、より少ない数で同様にいくつかのゲルマン新異教主義グループ、もしくは折衷主義者かネオペイガニズム（多神教復興運動）のような統合伝承によってケルトシンボルが使用されることが見受けられる。渦巻き型三脚巴はケルト復興主義ペイガニズムの主要シンボルの一つでもある。
ケルト復興主義者たちは彼らの宇宙論と神学の中に三つ組み種の象徴的シンボルとして使われている。それは同様にマナナン・マクリル神の恩恵が与えられるシンボルとして好まれている。
ウイッカは自然と時に美学的見地、特にケルトシンボルなどの多様な文化からシンボルを採用した。北欧神話由来でないシンボルはゲルマン新異教主義グループの間で通常より劣るものとして使用された。ヴァルクヌト（valknut）、トリクェトラ（triquetra）、もしくはスノルデレブ・ストーン（Snoldelev Stone）に見られるシンボルなど三つの類似シンボルはノルウェーシンボルでもあり混沌か恩恵を与えるものとしてゲルマン民族に使用された。

### BDSM
三脚巴の形状はいくつかのBDSMグループによってBDSMのエンブレムに提案され、小説O嬢の物語の骨子の一部で描かれた。特有のエンブレムデザインはデザイン内に金属のスポークと円と三つの穴を意味する物が見える。

### 政治的グループ

白人至上主義論者グループアフリカーナー抵抗運動（AWB）の旗

南アフリカの白人至上主義論者グループアフリカーナー抵抗運動（AWB）は白い円に赤い背景でぼんやりと三脚巴を連想させる黒い7の形の組合せで成る旗を使用した。この旗の意味するところは、7を意味ありげに聖書から選び出し1973年7月7日に作られナチスの鉤十字に類似させた悪意（赤い背景に白い円で黒いシンボルは総合的にナチスの旗に似るようにしている）がある。

### その他の用途
- 三脚巴の形状はアイルランド空軍のラウンデルの基礎になっている。アイルランドの国旗と伝統的なケルト三脚巴の主要設計の基礎を漠然と築いている。
- 三脚巴はフィリピンの最高権威の大学タウ・ガンマ・ファイ（Tau Gamma Phi）の紋章にも見られる。タウ・ガンマ・ファイ（Tau Gamma Phi）のメンバーはそれをトリスケリオン（三脚巴）と呼んでいた。トリスケリオン（三脚巴）は紋章上に座右の銘「強さ、自由意志、兄弟愛」（FORTIS VOLUNTAS FRATERNITAS）と共に加えられた。
- 三脚巴はアメリカ運輸省の紋章を切り離すような形で使われている。三つの渦巻きは空陸海の輸送を表している。紋章は1967年2月1日に採用された。
- トリスケリオン（三脚巴）は東海岸の古参組織の一つ、ブランダイス大学のゲイ・ストレイト・アリアンス（GSA）の名前。『宇宙大作戦』（スタートレック）の第二シーズン45話「宇宙指令! 首輪じめ」（原題The Gamesters of Triskelion）にも名前がある。
- 点状に浮き上がった大きな青と銀で成る三つの曲がった腕を回転させながら点在させたフラクタル版の三脚巴がテレビシリーズ『スレッシュホールド』（Threshold）の2005年度版のなかで地球に侵入した異星人のシンボルに使われている。
- 兵庫県競馬組合（園田競馬場・姫路競馬場）のシンボルマークは、横尾忠則のデザインによる、中央に馬の顔を配した三脚巴である。
- NHK大河ドラマ『いだてん〜東京オリムピック噺〜』の題字（横尾忠則のデザイン）には、ゴシック体の各平仮名に白色の短パン＋裸足姿の「三脚巴」が宛がわれている。[3][4]

## 各地の三脚巴

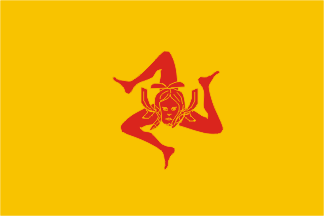
シチリア独立運動（MIS）の旗（1945年）
シチリア独立のための自主管理（EVIS）の旗
ロシア・イングーシ共和国の旗
ロシア・ウスチオルダ・ブリヤート自治管区
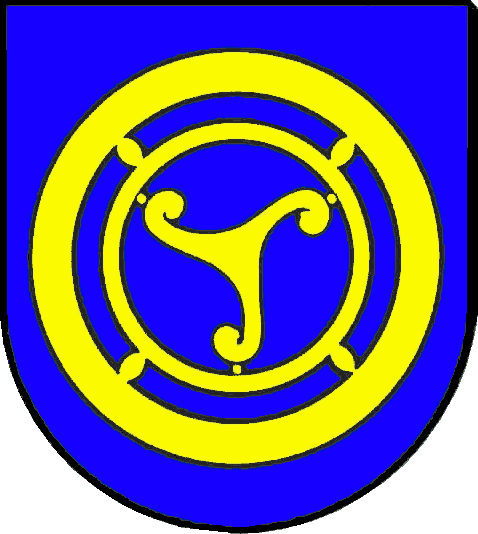
ドイツの地方自治体シュデルブラルプの盾形紋章
ドイツの地方自治体デーラウの盾形紋章
ドイツ・フュッセンの街の盾形紋章
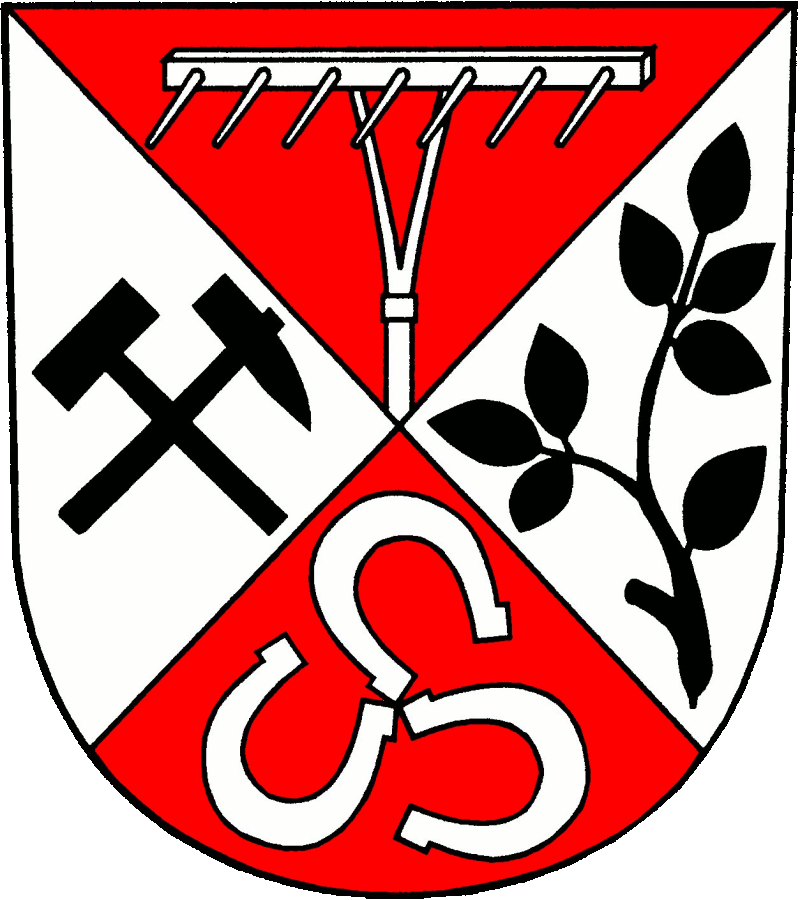
ドイツ・グロッスレッシェンの街の盾形紋章
ドイツ・シュタット・ハーレンの街の盾形紋章
ポーランド・ドゥクラの街の盾形紋章
ポーランド・グウォグヴェクの街の盾形紋章
ポーランド・ザクリシズンの街の盾形紋章
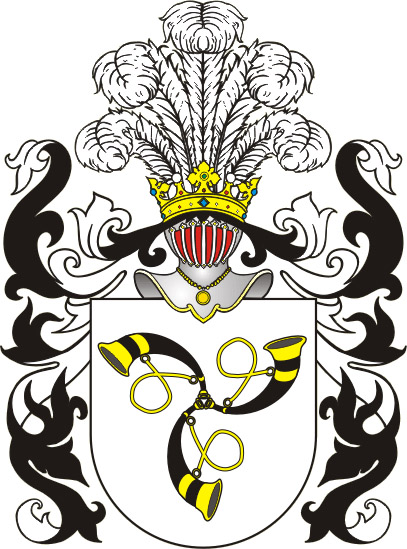
ポーランド貴族家の盾形紋章
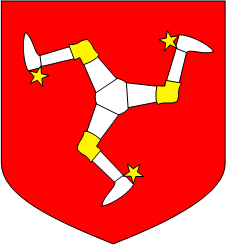
トリスケル（三脚巴紋）
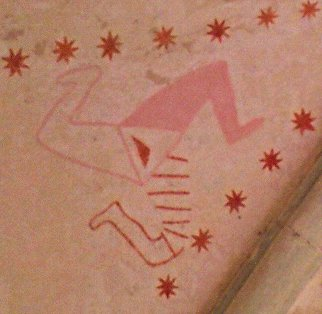
エストニアの教会に描かれた三脚巴
アンギラの非公式旗
韓国の済州特別自治道の旗
韓国の義務消防員標識
日本・左三巴紋
韓国の三太極紋
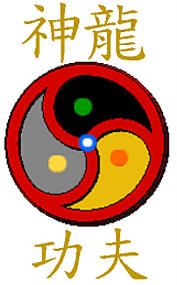
武道のシンボル
アイルランド空軍のラウンデル
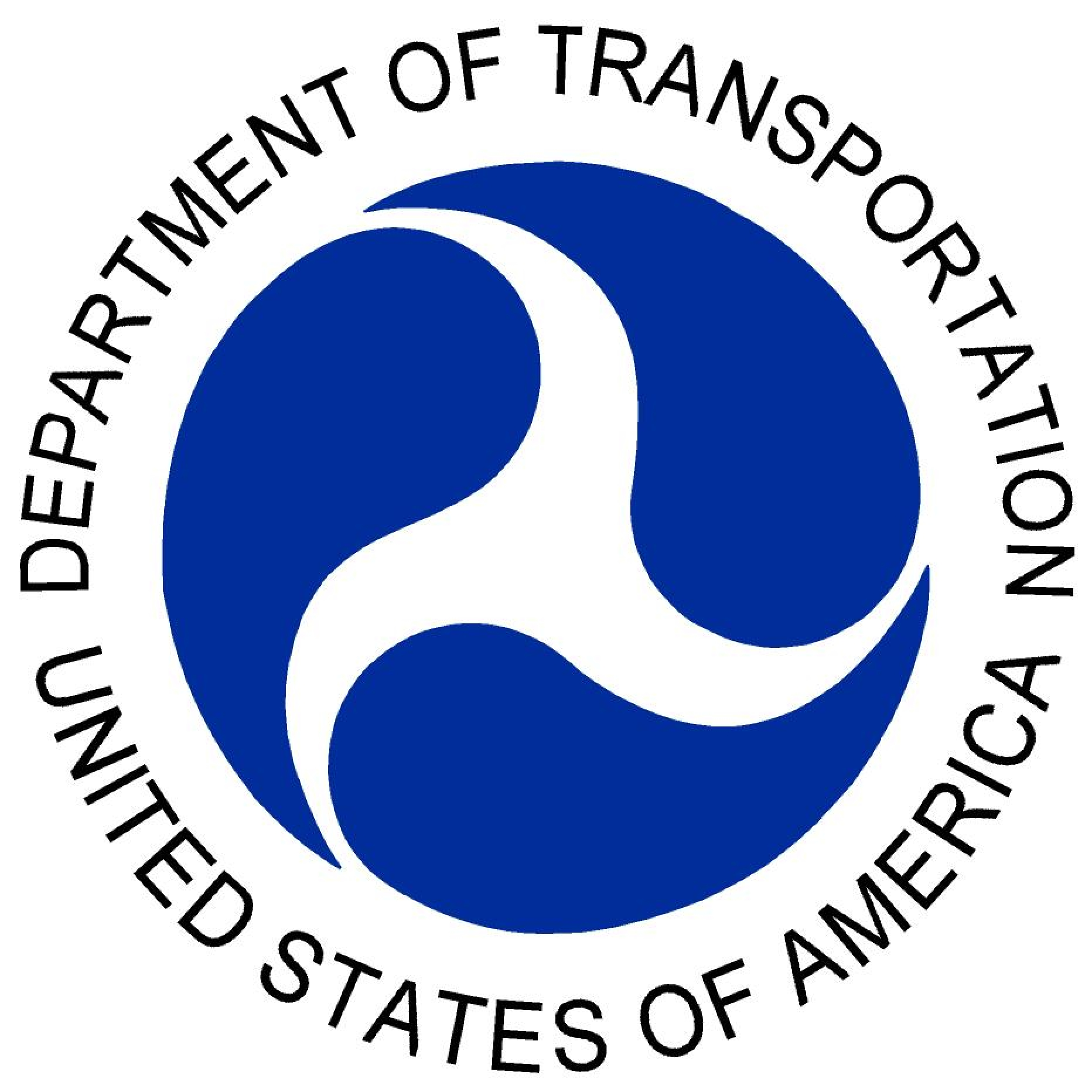
アメリカ運輸省のシンボル
「トランセンド・ジェンダー」で提案されたシンボル
三つの渦巻きで作られた渦巻き型三脚巴
三つの渦巻きで作られた渦巻き型三脚巴の新形状 (太線)
アイルランドで葬儀の道具に書かれたものを基礎にした渦巻き型三脚巴
三つの渦が4回巻かれた渦巻き型三脚巴
回転する渦巻き型三脚巴
回転する渦巻き型三脚巴の基本版
三回転する渦巻き型三脚巴
中心に三角形を備えた渦巻き型三脚巴
渦を3倍にした迷路
小説『O嬢の物語』にあるロワシーの指輪